# Икарбус ИК-104
Икарбус ИК-104 је стандардни градски соло аутобус који производи српска фабрика аутобуса Икарбус из Земуна. Намењен превозу путника у најзахтевнијим условима експлоатације у градском и приградском саобраћају. Производња модела ИК-104 је започела 1994.

### Историја
Аутобус је развијен заједно са моделима ИК-101, ИК-102, ИК-103, ИК-105, који су по дизајни били слични, а разликовали су се по моторима и њиховом распореду. ИК-104 је првобитно нуђен са Рабиним мотор у задњем делу аутобуса, док је ИК-101 имао МАН-ов мотор постављен у средини аутобуса, ИК-102 Рабин мотор исто постављен у средини аутобуса, модел ИК-103 МАН-ов и Мерцедесов мотор смештеним у задњем делу аутобуса и ИК-105 Мерцедесов мотор у задњем делу аутобуса. Као модели зглобних градских аутобуса, развијени су ИК-201, ИК-202, ИК-203 и ИК-206.
Временом је модел ИК-104 повучен из производње у корист успешнијем и масовнијем моделу ИК-103. ИК-104 се данас налази у експлоатацији у аутопревозним предузећима широм Србије. Одређен број возила је извезен и на тржиште Руске федерације.

## Варијанте
Поред стандардне варијанте градског соло аутобуса постоје и други модели попут приградског аутобуса ИК-104П и градског аутобуса на гас ИК-104 ЦНГ.

### ИК-104П
Као приградска верзија аутобуса, развијен је модел ИК-104П. Поред приградског, може се користити и за краћи међуградски саобраћај. Овај модел је доста успешнији од градског модела ИК-104 и произведен је већем броју. Разлика између ИК-104 и ИК-104П је претежно у ентеријеру и опреми. Број седишта је 51, и њихов распоред као и дизајн је прилагођен приградском путовању. Седишта су од полуретанске пене пресвучена меб штофом што их чини удобнијим и прикладнијим за дужа приградска и међуградска путовања. Такође постоји и галерија за ручни пртљаг. Димензије и већина спецификација су као и код градског модела ИК-104. Врата су једнокрилна и има их двоје и отварају се према споља.
Овај аутобус користи и Војска Србије.

### ИК-104 ЦНГ
Модел ИК-104 ЦНГ је први аутобус са погоном на компримовани природни гас (ЦНГ) произведен у Југославији. Намењен је за превоз путника у градском саобраћају и у еколошки осетљивим подручјима. 
Овај модел произведен је 1998. године, када је Привредна комора Београда доделила је Икарбусу Награду за техничку иновацију.
Земни гас као еколошки погодно погонско гориво омогућава да ИК-104ЦНГ задовољава норме ЕУРО-4. Такође задовољава и калифорнијске, у свету најстрожије, прописе ULEV (Ultra Low Emission Vehicle - vozila sa ultraniskom emisijom)), тако што је чак 90% испод прописаних граничних вредности. Систем погона на природни гас задовољава и све сигурносне стандарде. За гасне водове коришћене су специјалне бешавне цеви, а резервоари су са степеном сигурности 2,5 и издржавају притиске преко 1000 бара. Природни гас је лакши од ваздуха (садржи 95% метана), па би се код евентуалног цурења подигао у атмосферу. Компримовањем гаса до притиска од 200 бара обезбеђено је 1000 литара у минималном складишном простору, што пружа радијус кретања од 350 km са једним пуњење.
Аутобус је испитан у градским условима на улицама Београда, али није ушао у масовнију производњу. Прототип и једино аутобус је на сајму аутомобила 2000. године купило предузеће НИС Енергогас. Касније је развијен и модел Икарбус ИК-103 ЦНГ.

## Спецификације
Техничке спецификације модела ИК-104П:
Димензије:
- Дужина - 11862 mm
- Ширина - 2500 mm
- Висина - 3030 + 60 mm
- Унутрашња висина - 2050 mm
- Висина пода инзад тла - 900 mm
- Висина најниже степенице изнад тла - 345 mm
- Међуосовинско растојање - 5650 mm
- Предњи препуст - 2858 mm
- Задњи препуст - 3392 mm
- Најмањи пречник најистуренијег точка - 18600 mm
- Најмањи пречник круга окретања - 22500 mm

Маса:
- Маса празног возила - 9950 kg

Мотор
- Раба D10 UTSLL-160 (E2)
- Еуро 2
- Максимална снага - 160 kW (210 КС)
- Запремина - 10350 cm³
- Уградња - вертикална у задњем делу возила

Трансмисија

ZF S6-85
Конструкција аутобуса је самоносећа решеткаста од квадратних профила. Аутобус има 51 путничко седиште. Путничка седишта су од полиуретанске пене пресвучене мебл штофом, постављена на костур од челичних цеви, наслони фиксни. Основна варијанта има двоје једнокрилних врата која се отварају према споља. Командовање вратима је од стране возача, а у случају опасноти врата се могу отворити и споља и изнутра. Бочни прозори су лепљени изграђени од ојачаног сигурносног стакла са могућношћу отварања. Аутобуси су опремљени и системом за грејање, вентилацију и хлађење, спољашњим електронским информационим панелима, и термички су изоловани.